# باب بوزر
باب بوزر (انگلیسی: Bob Boozer؛ زاده ۲۶ آوریل ۱۹۳۷ درگذشته ۱۹ مهٔ ۲۰۱۲) یک بازیکن بسکتبال اهل ایالات متحده آمریکا بود.